# Arne Güllich
Arne Güllich (* 1965) ist ein deutscher Sportwissenschaftler und Hochschullehrer an der Rheinland-Pfälzischen Technischen Universität in Kaiserslautern.

## Leben
Güllich absolvierte zwischen 1984 und 1990 an der Johannes Gutenberg-Universität Mainz ein Studium der Sportwissenschaft, das er mit einem Diplom-Abschluss beendete. Das Thema seiner Diplom-Arbeit lautete: „Das Bild der Leichtathletik aus Schülersicht. Bericht über eine Schülerbefragung in Hamburg und Schleswig-Holstein.“ Er wurde durch ein Begabtenstipendium der Friedrich-Naumann-Stiftung gefördert und erhielt für seinen Diplom-Abschluss eine Auszeichnung durch den Kultusminister des Bundeslandes Rheinland-Pfalz.
Zwischen 1991 und 1993 war Güllich auf Honorarbasis am Olympiastützpunkt Rheinland-Pfalz/Saarland als Mitarbeiter für Leistungsdiagnostik tätig, zusätzlich arbeitete er beim Universitäts Sportclub Mainz (USC) Mainz, beim Leichtathletik-Verband Rheinhessen sowie beim Landessportbund Rheinland-Pfalz als Leichtathletiktrainer. Ab 1993 war Güllich darüber hinaus wissenschaftlicher Mitarbeiter in der Abteilung Leistungsdiagnostik des Instituts für Sportwissenschaften an der Johann Wolfgang Goethe-Universität Frankfurt am Main. Seine 1996 abgeschlossene Dissertation zum Thema „Schnellkraftleistungen im unmittelbaren Anschluss an maximale und submaximale Krafteinsätze“ wurde vom Deutschen Sportbund mit dem Herrmann-Altrock-Preis ausgezeichnet sowie von der Deutschen Vereinigung für Sportwissenschaft in der Sektion Trainingswissenschaft ebenfalls prämiert.
Ab 1996 war Güllich für den Deutschen Sportbund (DSB) beziehungsweise dessen Nachfolgeorganisation, den Deutschen Olympischen Sportbund (DOSB) im Geschäftsbereich Leistungssport tätig: Bis 2003 als Referent für Nachwuchsleistungssport, von 2003 an als Ressortleiter Nachwuchsleistungssport, ab 2005 als Ressortleiter Sportwissenschaft und Nachwuchsleistungssport sowie von 2007 bis 2008 als Leiter der Stabsstelle Grundsatzfragen und Wissensmanagement. Neben seiner Tätigkeit für DSB beziehungsweise DOSB arbeitete Güllich 1998 und 1999 beim Landessportbund Rheinland-Pfalz am Projekt „Kaderförderung und Erfolg in Rheinland-Pfalz“ mit, zwischen 2001 und 2003 war er nebenberuflich abermals am Frankfurter Institut für Sportwissenschaften tätig und gehörte zu den wissenschaftlichen Mitarbeitern der Abteilung Sportentwicklung und Gesellschaft.
2008 schloss Güllich an der Universität des Saarlandes seine Habilitation ab, der Titel seiner Habilitationsschrift lautete: „Training – Förderung – Erfolg. Steuerungsannahmen und empirische Befunde“. Im selben Jahr wurde er an der Technischen Universität Kaiserslautern im Fachbereich Sportwissenschaft tätig. Im Jahr 2010 wurde ihm der Direktorenposten am Institut für Angewandte Sportwissenschaft übertragen, 2011 trat er in Kaiserslautern eine Professorenstelle für Sportwissenschaft an. Er ist Professor an der Rheinland-Pfälzischen Technischen Universität Kaiserslautern-Landau, dem Nachfolger der TU Kaiserslautern.
Zu den Forschungsschwerpunkten Güllichs zählen unter anderem die Talentthematik, Aspekte des Spitzensports, Sport im Kinder- und Jugendalter, darunter der Nachwuchsleistungssport, und der Schulsport.
Güllich ist Mitherausgeber von „Sport – Das Lehrbuch für das Sportstudium“ und war Mitverfasser des offiziellen Rahmentrainingsplans des Deutschen Leichtathletik-Verbandes für das Grundlagentraining.
Er arbeitete als einziger europäischer Wissenschaftler an der Erstellung von Empfehlungen im Rahmen einer Jugendinitiative des Spitzenbasketballs in den Vereinigten Staaten mit, die von der NBA sowie dem US-Basketballverband ins Leben gerufen worden war. Im Anschluss an die Olympischen Sommerspiele 2012 übte Güllich deutliche Kritik am Sportfördersystem in Deutschland und beklagte Verschwendung sowie den Unwillen zur Veränderung.